# Wesley Ramsey
Wesley A. Ramsey (* 6. října 1977 Louisville, Kentucky) je americký herec. Jeho nejznámější rolí je zřejmě Wyatt Halliwell ze seriálu Čarodějky (Charmed).

## Životopis
Začal hrát již v raném věku ve waldenském divadle a vyrostl v magickém světě vyprávění příběhů a důvěřování. Jeho láska k divadlu ho přivedla do New Yorku, kde začal studovat na Juilliardově univerzitě. Promoval v roce 2000 s vyznamenáním jako člen 29. skupiny drama. Později si zahrál ve filmu Latter Days, což vzbudilo spekulace o jeho sexuální orientaci. Ve volných chvílích se věnuje tenisu. Momentálně[kdy?] žije v Los Angeles.

## Filmografie
- 1998 – Čarodějky (Charmed), role: Wyatt Metthew Halliwell
- 2003 – Latter Days, role: Christian Markelli
- 2005 – Omrzlina (Frostbite), role: Nootnick Krasdin
- 2006 – Žhavé nápady (Bickford Shmeckler's Cool Ideas), role: Rob the make-out guy
- 2007 – Brotherhood of Blood, role: Fork